# Mark Sykes
Tatton Benvenuto Mark Sykes, 6è Baronet (Londres, 16 de març de 1879 – París, 16 de febrer de 1919) va ser un noble anglès, que va participar en l'Acord secret Sykes-Picot de maig de 1916 entre la Gran Bretanya i França sobre una futura partició de l'Imperi otomà després de la Primera Guerra Mundial.

## Biografia
Fill de Sir Tatton Sykes, 5° Baronet, un noble hipocondríac casat amb Lady Sykes, trenta anys més jove que ell. Aquest difícil matrimoni es trenca a causa de l'afició desmesurada de Lady Sykes per l'alcohol, la promiscuïtat sexual i sobretot el joc. Això reporta a Tatton Sykes grans deutes contrets per la seva dona fins que la situació li porta a demanar públicament el divorci per mitjà d'anuncis en la premsa per no fer front als deutes del seu cònjuge. Mark Sykes amb prou feines compta amb tres anys. És net de George Cavendish-Bentinck.
Lady Sykes es converteix al catolicisme, i amb ella el petit Mark de tres anys, que viu des del divorci dels seus pares a mig camí entre la llar materna a Londres i la propietat nobiliària familiar del seu pare al Yorkshire. Amb aquest entorn familiar Mark Sykes no és un bon estudiant, però gràcies al seu pare, amb qui viatja tots els hiverns, es converteix en un gran viatger. Visita el mediterrani, Egipte, el Carib, l'Índia, Mèxic, els EUA., Canadà, i sobretot, Orient Mitjà, llavors dominat per l'Imperi otomà.
Amb 25 anys aconsegueix entrar a la universitat de Cambridge, i ja ha escrit 4 llibres, dues paròdies sobre els manuals militars i les revistes de l'època; i altres dos llibres de viatges, centrats tots dos a l'Orient Mitjà: Dar-Ul-Islam (La llar de l'Islam, 1904) i Five Turkish Provinces (Cinc Províncies Turques, de data desconeguda).
S'allista en l'exèrcit britànic durant la Segona Guerra dels Boer, però amb prou feines veu una mica d'acció en pertànyer a un cos de guàrdia. Viatja profusament, sobretot a l'Orient Mitjà, la qual cosa més tard li valdrà el títol d'ambaixador honorari a Constantinoble.
Ficat en política en el partit conservador, aconsegueix ser membre del parlament pel comtat de Hull Central el 1912, després de dos intents ajustats però fracassats en sengles eleccions. Un any després hereta del seu pare la baronia de Sledmere i les finques de la seva família. Aquest és el moment més dolç de la vida de Mark Sykes, que en aquells dies porta una vida afable i ociosa. Va contreure matrimoni amb Edith Gorst, amb qui tindrà sis fills.

## Primera Guerra Mundial

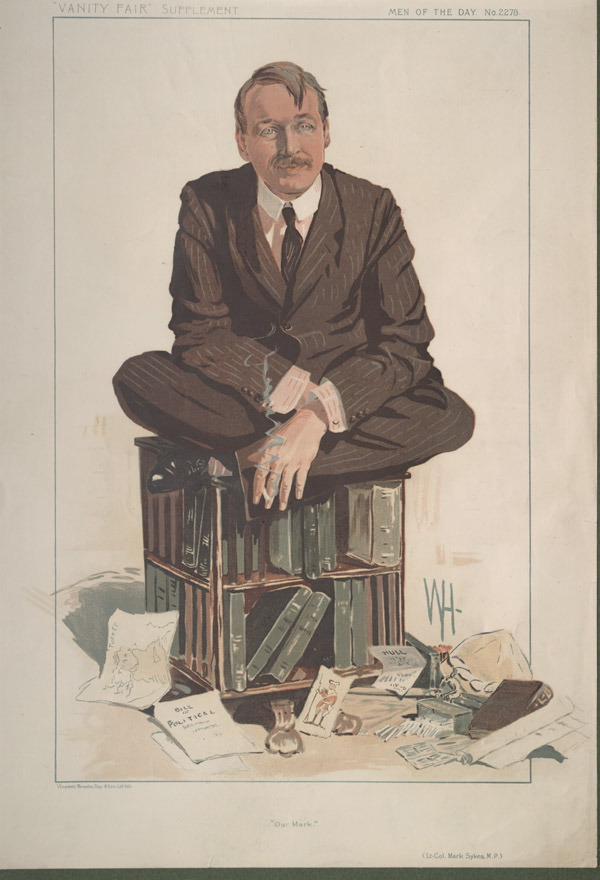
Dibuix de Sykes fet per WH per a la revista britànica Vanity Fair el 1912

En començar la Primera Guerra Mundial Mark Sykes és tinent coronel de l'exèrcit britànic, al comandament del 5è Batalló dels Green Howards en la reserva. No obstant això els seus talents són aprofitats millor per l'oficina del secretari d'Estat per a la Guerra, Lord Kitchener, que li encomana la feina de conseller del Gabinet d'Assumptes de l'Orient Mitjà.
Enfront del pro-arabisme de Gertrude Bell, Sir Percy Cox, i Lawrence d'Aràbia, les simpaties de Mark Sykes en el panorama de l'Orient Mitjà després de la guerra recauen sobre els armenis, jueus i els turcs. Dels àrabs escriu el 1904 que:
"... estan a punt per rebel·lar-se i atacar agitats pel fanatisme...detesten als europeus amb estúpid i insensat menyspreu."
Encara que no completament d'acord amb els seus desitjos, el Gabinet d'Assumptes d'Orient Mitjà crea l'"Oficina Àrab", per donar suport a la lluita d'aquests contra l'exèrcit otomà. A Sykes i els seus seguidors es deu que en aquest moment es recuperin antics noms grecs i romans per a regions de l'Orient Mitjà que portaven segles en mans dels otomans. Així apareixen paraules d'ús tan comú en l'actualitat com Síria, Palestina, l'Iraq o Mesopotàmia.
Conscient de la importància del lobby jueu al govern dels Estats Units, i entenent que l'entrada d'aquest país en la guerra seria determinant per a la victòria de les potències amb les quals lluita l'imperi britànic, Sykes dona suport ja des de 1916 de manera oberta al moviment sionista.

## Mort i fets posteriors
Acabada la guerra, la vida de Mark Sykes es trunca prematurament quan participant en les negociacions de pau de París cau malalt de grip (durant la pandèmia de grip espanyola de 1918-1919), morint poc després, el 16 de febrer de 1919 a l'habitació del seu hotel. Tenia 39 anys.
El seu cadàver va ser repatriat i enterrant al comtat de Yorkshire. Com a curiositat, les restes mortals de Sykes van ser exhumades el 2007 per a l'estudi de la pandèmia de grip espanyola ja que el cadàver va ser introduït en un taüt de plom segellat hermèticament per conservar-se en el millor estat possible pel trasllat de París a la Gran Bretanya, i amb el qual va ser enterrat, conservant intactes 90 anys després els teixits amb el virus H1N1.